# Adler (bande dessinée)
Pour les articles homonymes, voir Adler.
Adler est une série de bande dessinée de René Sterne. Parue pour la première fois dans le Tintin en 1985, elle comporte dix albums.
Le titre de la série vient du nom du personnage principal Adler von Berg. Celui-ci est un pilote qui écœuré par la guerre et les exactions d'Hitler déserte la Luftwaffe en 1942. Il crée alors à Delhi sa propre compagnie : l'Air Freight avec son amie irlandaise Helen. Il va vivre des aventures exotiques et riches en action, des histoires humaines attachantes et pleines d'humour.

## Albums
Albums individuels
1. L'Avion du Nanga, 1987  (ISBN 2-803-60648-8)
2. Le Repaire du Katana, 1988  (ISBN 2-803-60673-9)
3. Muerte transit, 1989  (ISBN 2-803-60764-6)
4. Dernière Mission, 1992  (ISBN 2-803-60851-0)
5. Black Bounty, 1995  (ISBN 2-803-61157-0)
6. L'Île perdue, 1996  (ISBN 2-803-61208-9)
7. La Jungle rouge, 1997   (ISBN 2-803-61267-4)[1]
8. Les Maudits, 1998  (ISBN 2-803-61354-9)[2]
9. La Force, 2000  (ISBN 2-803-61493-6)
10. Le Goulag, 2003  (ISBN 2-803-61807-9)

Collections
1. Adler : Intégrale 1 (2008,  (ISBN 978-2-803-62398-3))
2. Adler : Intégrale 2 (2008,  (ISBN 978-2-803-62460-7))

Hors-série
- Noël en Malaisie (1998, 500 exemplaires, B.D. Club de Genève)

## Prix
- 1989 : Prix Bloody Mary pour le tome 2 : Le Repaire de Katana[3]